# Gualtieri
Gualtieri es un municipio situado en la provincia de Reggio Emilia, en Emilia-Romaña (Italia). Tiene una población estimada, a fines de julio de 2023, de 6278 habitantes.

## Demografía
| Gráfica de evolución demográfica de Gualtieri entre 1861 y 2023 |
|                                                                 |
| Fuente: ISTAT - Elaboración gráfica de Wikipedia                |